# 140e division de fusiliers (2e formation)
Pour les articles homonymes, voir 140e division.
La 140e division de fusiliers (russe : 140-я стрелковая дивизия) est une division d'infanterie de l'Armée rouge pendant la Seconde Guerre mondiale.
Créée sous le nom de 13e division de fusiliers de la milice populaire de Moscou (13-я Московская стрелковая дивизия народного ополчения), elle est détruite en octobre 1941 dans la poche de Viazma au début de la bataille de Moscou.

## Historique

### Division de la milice populaire
Le 2 juillet, la 13e division de milice populaire de Moscou commence se former dans le district municipal de Rostokino à Moscou. Son ordre de bataille est le suivant :
- 37e régiment de fusiliers de la milice populaire,
- 38e régiment de fusiliers de la milice populaire,
- 39e régiment de fusiliers de la milice populaire,
- 13e régiment de fusiliers de réserve de la milice populaire,
- Divizion d'artillerie (canons de 76 mm),
- Divizion d'artillerie (canons de 45 mm),
- Compagnie cycliste de reconnaissance,
- Bataillon de sapeurs,
- Compagnie de transmissions,
- Bataillon médico-sanitaire,
- Compagnie de transport.

Au 6 juillet, la division compte 11 000 hommes affectés, dont 1 000 membres du Parti communiste et 700 Komsomols. Trois jours plus tard, la division compte 13 000 hommes, mais certains sont réaffectés à d'autres divisions de milice pour compléter leurs effectifs. Ainsi, lorsque la division quitte Moscou le 15 juillet, elle compte 8 010 hommes dans les rangs, mais peu ou pas d'équipement lourd, de moyens de transport motorisés et de radios.
La division est affectée le 19 juillet à la 32e armée, armée placée dans la réserve de la Stavka et positionnée vers Mojaïsk. Le 1er septembre, la division est réorganisée :
- 1305e régiment de fusiliers,
- 1307e régiment de fusiliers,
- 1309e régiment de fusiliers,
- 977e régiment d'artillerie,
- 701e divizion d'artillerie antiaérienne,
- 476e compagnie de reconnaissance,
- 865e bataillon de transmissions,
- 499e bataillon médico-sanitaire,
- 343e compagnie de lutte chimique,
- 311e compagnie de transport automobile,
- 268e boulangerie de campagne.

### Transformation en division de fusiliers
La 13e division est renommée 140e division de fusiliers (2e formation) le 26 septembre. Sa nouvelle organisation est la suivante :
- 445e régiment de fusiliers,
- 637e régiment de fusiliers,
- 798e régiment de fusiliers,
- 309e régiment d'artillerie,
- 263e divizion antichar,
- 143e divizion d'artillerie antiaérienne,
- 181e bataillon de reconnaissance,
- 199e bataillon de sapeurs,
- 148e bataillon de transmissions,
- 227e bataillon médico-sanitaire,
- 343e compagnie de lutte chimique,
- 146e bataillon de transport automobile,
- 149e boulangerie de campagne.

### Encerclement et destruction
La 32e armée fait partie du deuxième échelon des forces défendant Moscou mais est néanmoins, après le déclenchement de l'opération Typhon, piégée le 7 octobre dans la poche formée juste à l'ouest de Viazma. La 140e est l'une des cinq divisions basées sur les divisions de la milice de Moscou qui sont encerclées et détruites lors de cette offensive, bien qu'elle ne soit officiellement dissoute que le 27 décembre.

## Commandant
La division a eu un seul commandant, le colonel Pavel Morosov, du 2 juillet au 27 décembre 1941.